# 하루하루
〈하루 하루〉는 대한민국의 음악 그룹 빅뱅의 노래이다. 한국에서는 세 번째 미니 앨범 Stand Up의 타이틀곡으로 2008년 8월 8일 발매되었다. 빅뱅의 리더 G-Dragon이 작사하고, G-Dragon과 일본의 유명 뮤지션이자 시부야케이 장르의 대표주자 Daishi Dance가 공동 작곡을 하였다. 감성적이고 세련된 반주가 특징인 Daishi Dance의 음악적 색채에 파워풀한 빅뱅의 에너지를 넣어 완성한 노래이다.
뮤직 비디오는 이전의 히트곡 "거짓말", "마지막 인사"에 이어 차은택 감독이 메가폰을 잡았으며, 시한부 판정을 받은 여인이 사랑하는 연인인 G-Dragon에게 자신이 죽는다는 사실을 모르게 하기 위해 친구 T.O.P에게 가짜 연인행세를 부탁하게 된다는 내용으로, 그 사실을 알 리 없는 G-Dragon은 여자친구가 자신을 배신을 하고 친구와 바람을 피운 것으로 착각하고, T.O.P과 싸움을 벌인다. 우여곡절 끝에 모든 오해가 풀리지만 여자친구는 죽음을 맞이하게 된다. G-Dragon의 여자친구 역할에는 T.O.P과 드라마 《아이 엠 샘》에서 호흡을 맞췄던 탤런트 박민영이 우정 출연을 했다.
"하루 하루"는 코나미 디지털 엔터테인먼트의 리듬 게임인 유비트 리플즈에 수록 되었다.